# Cathédrale Saint-Mammès de Langres
 (août 2024).
La cathédrale Saint-Mammès de Langres est une cathédrale catholique romaine située à Langres, dans le département français de la Haute-Marne en région Champagne-Ardenne.
Elle est édifiée entre 1150 et 1196 au centre du quartier canonial. Elle est dédiée à saint Mammès, martyr de Cappadoce au IIIe siècle. Son style conjugue harmonieusement les volumes romans bourguignons et gothiques avec ses voûtes d'ogives, sa façade occidentale reconstruite au XVIIIe siècle se distinguant par son style classique.
La cathédrale Saint-Mammès fait l’objet d’un classement au titre des monuments historiques par la liste de 1862.

## Historique

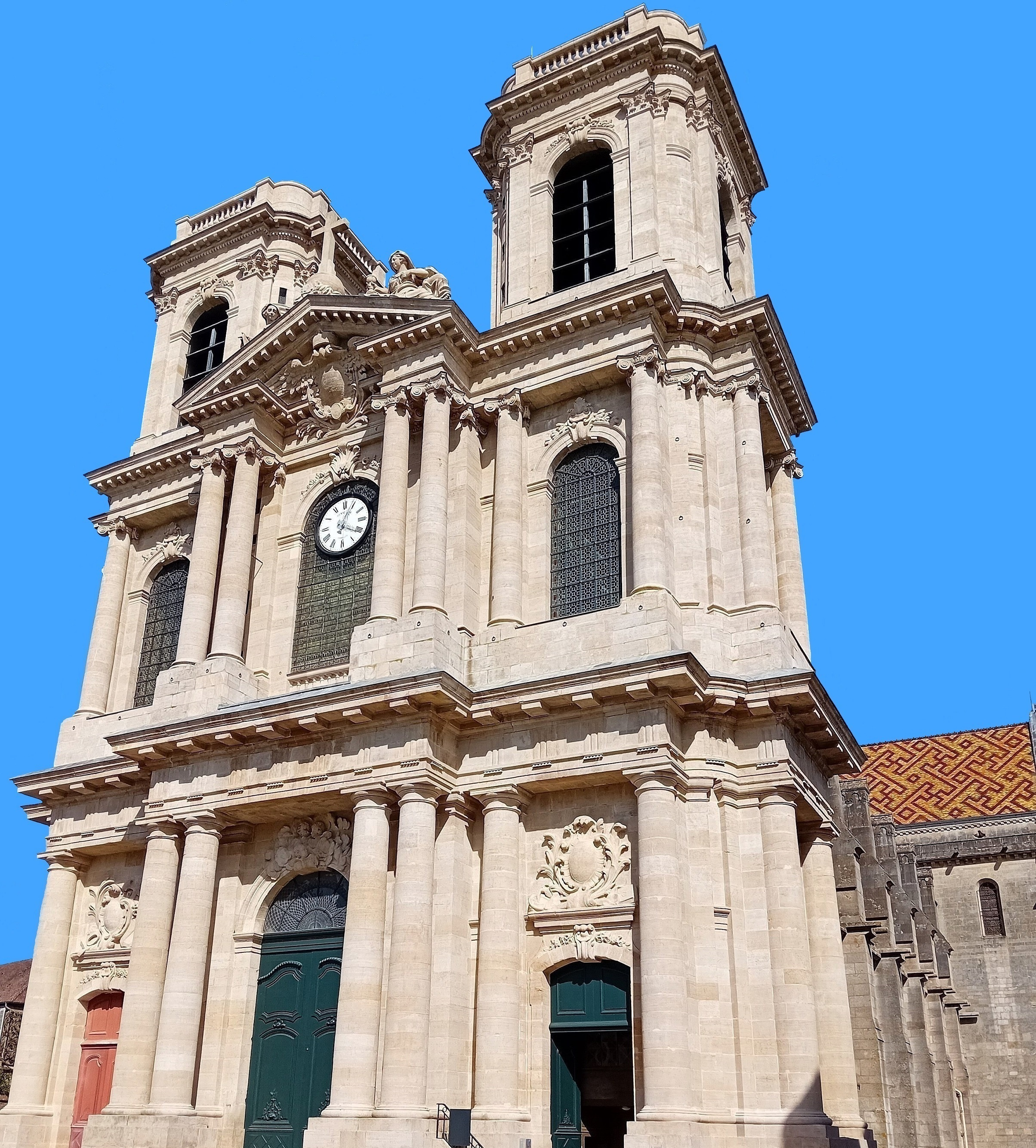
la Cathédrale Saint-Mammès

Aux environs de 1140, l'évêque Geoffroy de La Roche-Vanneau (1139-1162), compagnon de Saint Bernard, prit la décision de reconstruire la cathédrale. La construction commença par le chœur. L'élévation à trois niveaux fut reprise de celle de l'église de Cluny III. Les arcs-boutants du chœur étaient cachés sous les combles mais ceux de la nef étaient visibles de l'extérieur. En 1170, une bulle du pape Alexandre III, réfugié à Sens de 1163 à 1165, nous apprend que la construction était fort avancée. Il ne devait manquer que les premières travées de la nef et la grande façade.
En 1190, à la suite de l'achat des terrains situés à l'ouest, une dernière campagne fut entreprise en vue de terminer la construction de la cathédrale. Celle-ci fut dédicacée en 1196. Il semble qu'à cette date seules les voûtes de la nef étaient encore à édifier.
En 1209, la pieuse relique du chef de saint Mammès fut confiée à la cathédrale de Langres. Le XIIIe siècle vit la construction du cloître dont il reste actuellement deux galeries, ainsi que l'édification, sous l'impulsion du chanoine de Vergy, de la chapelle de la Vierge dans l'axe de l'abside (1282).
En 1314, un incendie détruisit la toiture de la nef. Les chapelles rayonnantes datent des années 1324 à 1366.
Au XVIe siècle, de 1547 à 1551, le chanoine Jean d'Amoncourt, vicaire général de Claude de Longwy de Givry, évêque de Langres et cardinal de Givry, fit construire la superbe chapelle de la Sainte-Croix située du côté gauche de la nef. En 1562 eut lieu un nouvel incendie dû à la foudre.

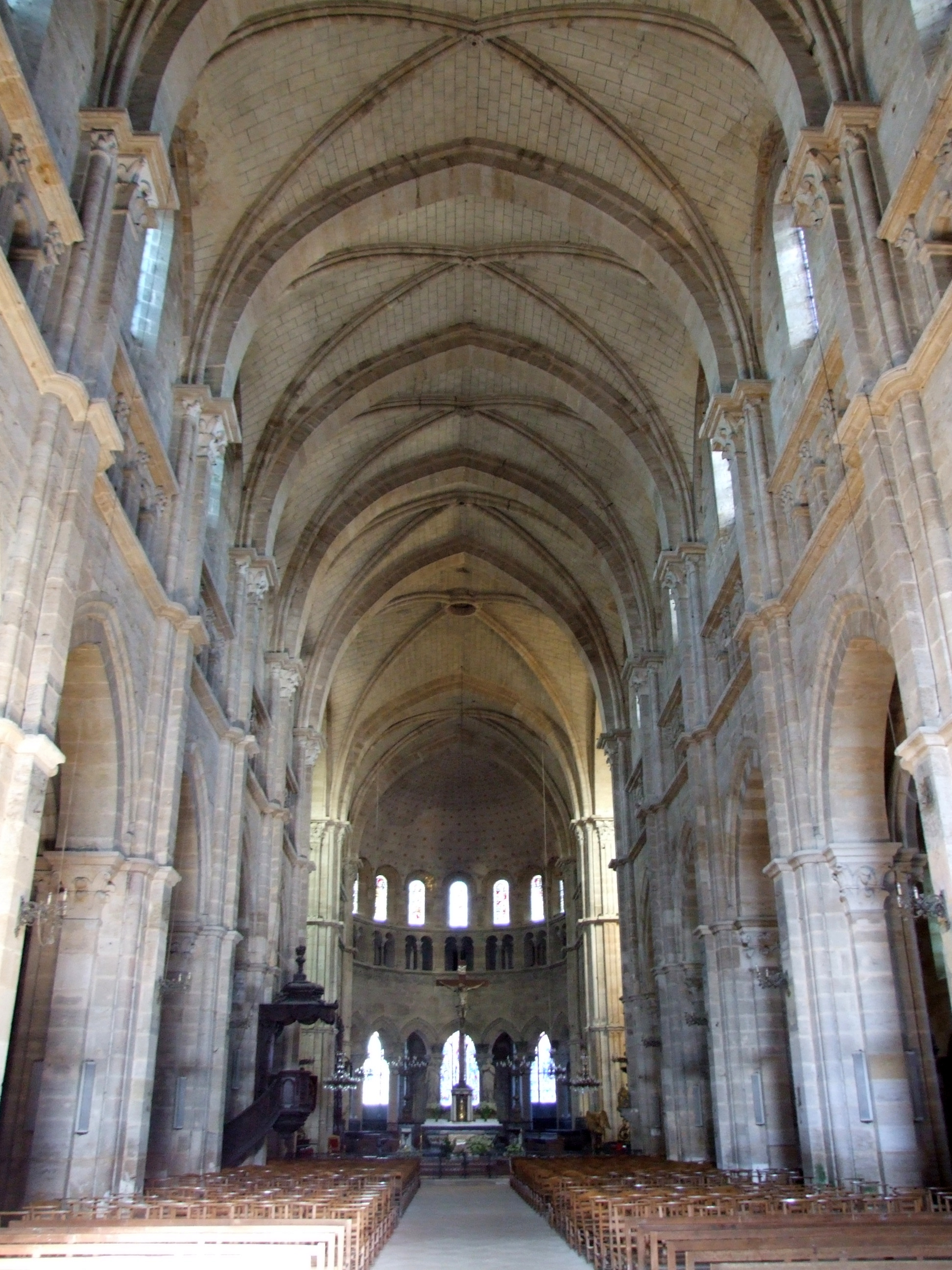
Vue de la nef de la cathédrale.

En 1746, la façade occidentale menaçant de s'effondrer, décision fut prise de la démolir. Elle fut reconstruite de 1761 à 1768 dans le style classique, suivant le projet de Claude-Louis d'Aviler datant de 1758. Les travaux furent dirigés par l'architecte Jean-Antoine Caristie.
Le 12 décembre 1790, la cathédrale fut fermée, mais rouverte en 1791 au profit de l'évêque constitutionnel Hubert-Antoine Wandelaincourt. Ce dernier fit détruire le jubé en 1792.
Au XIXe siècle, les parties hautes de la cathédrale furent refaites par l'architecte Alphonse Durand, à partir 1852. Ce dernier construisit aussi la sacristie, de 1857 à 1862.
En novembre 2020, un chantier de restauration de l'édifice est mis en place pour une durée estimée à 37 mois.

## Description générale
La cathédrale relève du style dit clunisien, qui est développé à Cluny III, construite entre 1088 et 1130. En effet, l'abbaye de Cluny était immunitaire, ce qui fait qu'elle ne dépendait pas de l'évêque. La réutilisation du style de Cluny à la cathédrale de Langres peut signifier une diffusion esthétique des motifs dans la région, mais aussi certainement une volonté de se rapprocher des papes par le biais de Cluny.

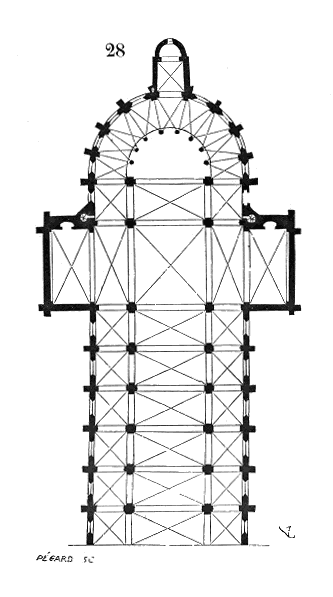
Plan de la partie médiévale de la cathédrale (hors bloc façade).

Le plan général de l'édifice, roman, est beaucoup plus modeste que celui de Cluny III, et ce malgré l'importance du diocèse. Un chœur en plein cintre est entouré d'un déambulatoire. Le transept unique est saillant. La nef se compose d'un vaisseau central et de deux collatéraux. La cathédrale de Langres est donc loin des dimensions exceptionnelles de Cluny III.
L'élévation est directement inspirée de Cluny. La cathédrale présente de la même manière trois niveaux, avec des grandes arcades en arc brisé, un niveau d'arcatures sous combles obscur et des baies hautes, uniques, brisées. Comme à Cluny, les niveaux sont séparés par une importante corniche mais celle-ci, n'intervient plus, comme à Cluny, dans l'équilibre des forces. Enfin, les supports sont inspirés de Cluny : un pilastre sur fort dosseret est entouré de deux colonnettes, ce qui correspond au support du deuxième niveau de Cluny III.
Il n'y a plus non plus, comme à Cluny, différenciation des supports en fonction des niveaux. Le pilastre porte à la naissance des voûtes un chapiteau pseudo-corinthien. Le vocabulaire pseudo antique inspiré de Cluny se retrouve également au niveau des arcatures sous combles, où un pilastre, cette fois cannelé et surmonté d'un chapiteau pseudo-corinthien, soutient la corniche.
En résumé, la cathédrale de Langres utilise le vocabulaire dérivé de l'Antique qui était présent à Cluny III. Elle renonce à certaines subtilités architecturales, nécessaires à Cluny en raison des dimensions exceptionnelles de l'église, mais qui n'étaient plus nécessaires ici. Il y a donc simplification et réinterprétation de l'architecture clunisienne dans la cathédrale de Langres.
La cathédrale de Langres reste également attachée à la sculpture monumentale, fort usitée en Bourgogne et en Champagnes-Ardennes. Dans le chœur et dans la première travée de la nef, une frise sculptée court sous la corniche du premier niveau. Les chapiteaux dans les bas-côtés abritent également un programme iconographique.
L'église fut voûtée au cours du XIIIe siècle, en ogives selon les habitudes architecturales de l'époque. Cependant, les bas-côtés sont voûtés en arêtes.
La façade primitive, qui menaçait ruine, fut remplacée, au XVIIIe siècle, par une façade classique, laquelle contraste avec la partie médiévale du sanctuaire.

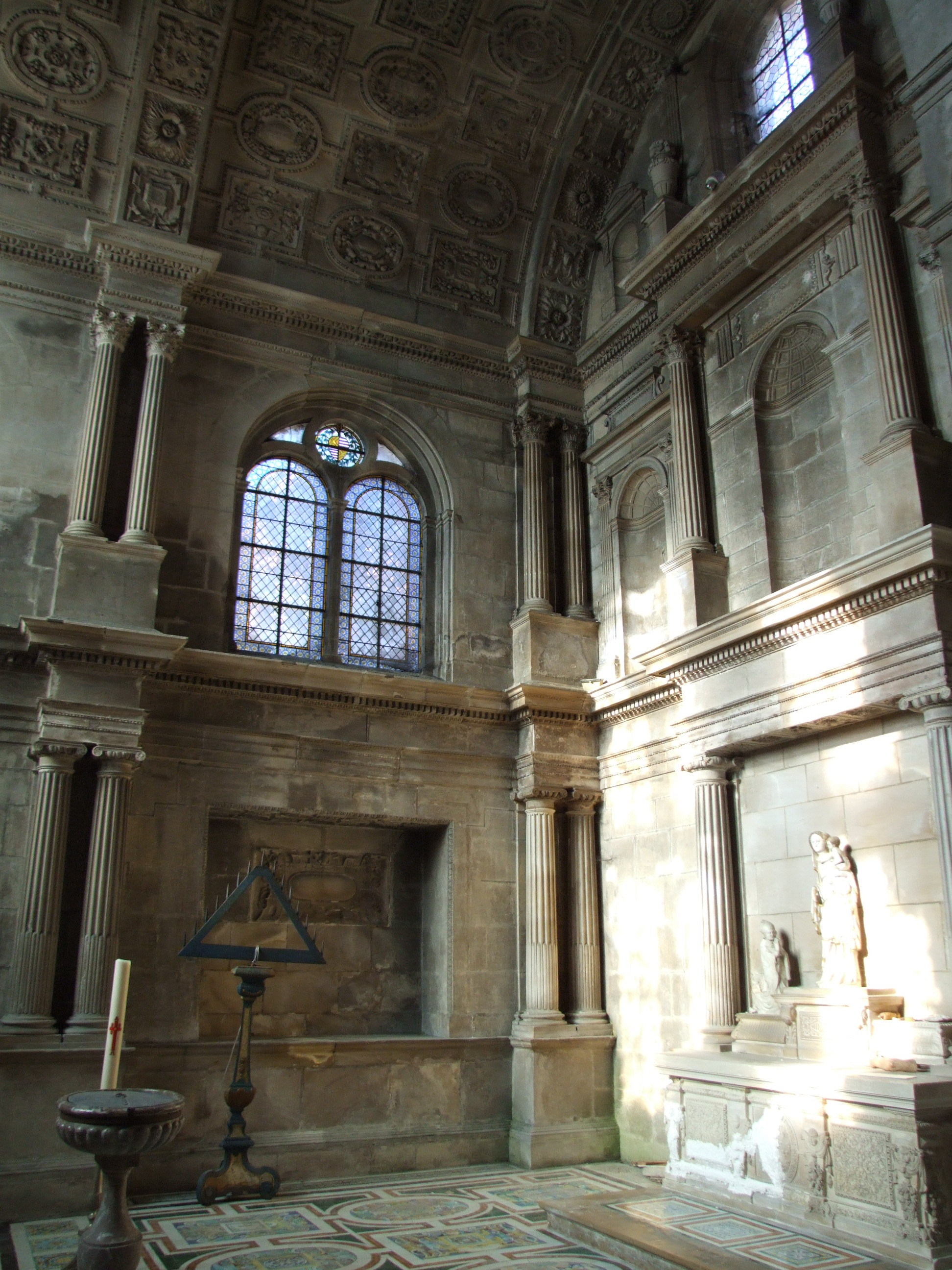
La voûte en berceau à caissons sculptés de la chapelle de la Sainte-Croix (1549).

## Quelques dimensions
- Longueur intérieure : 94,3 mètres
- Hauteur sous voûte de la nef et du chœur : 23 mètres
- Largeur du vaisseau central de la nef entre l'axe des colonnes : 11,36 mètres
- Largeur totale de la nef y compris les bas-côtés : 24,4 mètres
- Diamètre des colonnes de la nef : 1,25 mètre
- Largeur du transept : 13 mètres
- Longueur intérieure du transept : 41,6 mètres
- Hauteur des tours : 45 mètres. Il y a 227 marches pour accéder au sommet de la tour sud (visitable).

## L'intérieur
L’intérieur mêle habilement les dernières influences romanes bourguignonnes (volumes, élévation, décor) aux premières et timides pratiques gothiques (voûtement, contrebutement).
Chef-d’œuvre de la Renaissance, la chapelle de la Sainte-Croix, située du côté gauche de la nef, date de 1549 : sa voûte en berceau à caissons sculptés, son autel et son dallage en faïence polychrome de Rouen sont remarquables.
Deux galeries d’architecture gothique du XIIIe siècle forment le cloître ; aujourd’hui siège de la bibliothèque municipale.

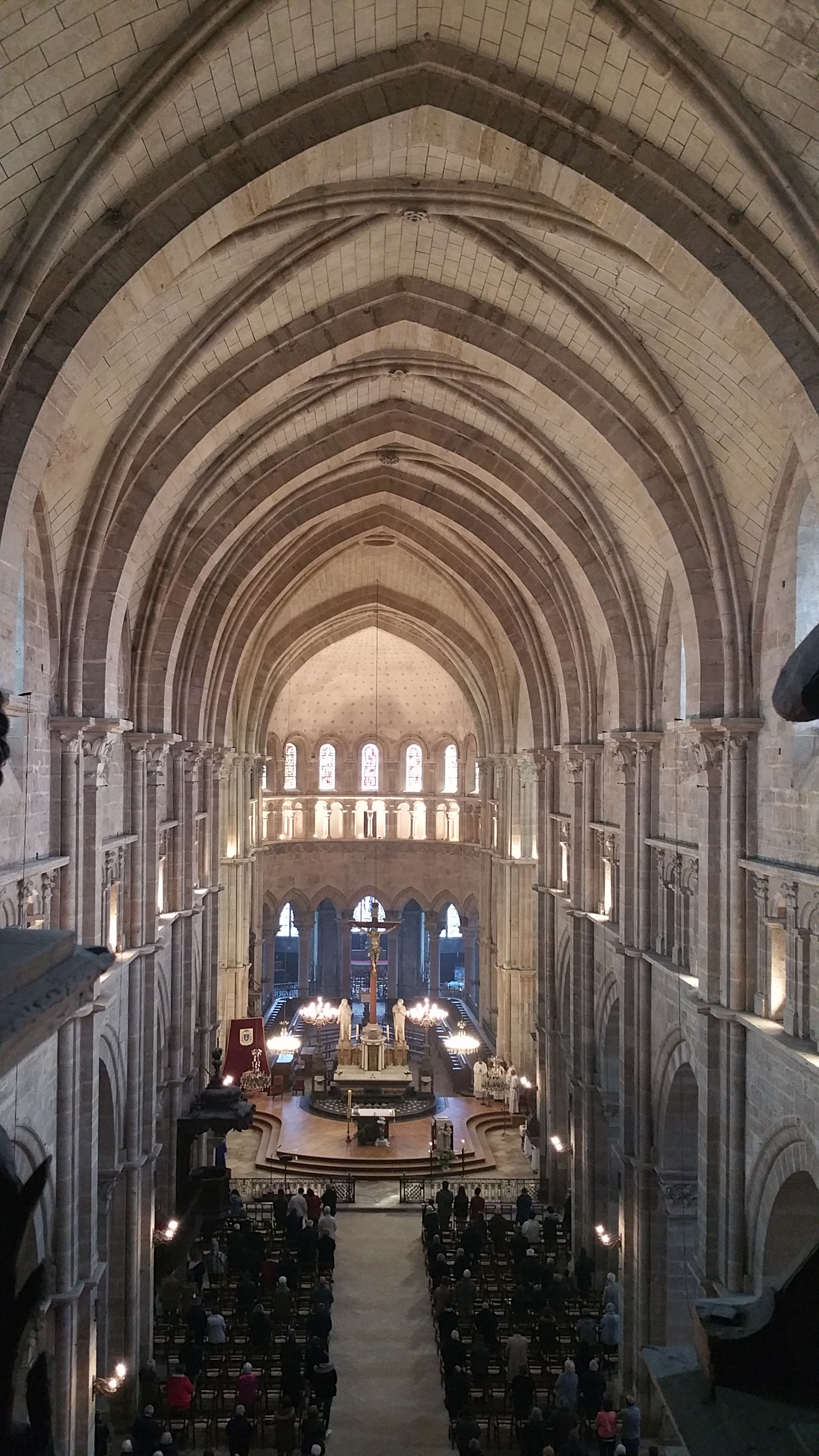
La cathédrale Saint-Mammès de Langres vue depuis l'orgue en tribune (le grand orgue).

À l’intérieur les proportions sont grandioses : long de 94 mètres, le sanctuaire a une largeur de 43 mètres au transept et s’élève à 23 mètres dans la nef.

## Ornementation
Au XVIe siècle, Claude de Longwy de Givry, cardinal de Givry, fit don à la cathédrale Saint-Mammès de Langres de huit tapisseries, figurant la légende de saint Mammès, attribuées à l'artiste sénonais Jean Cousin l'Ancien dont deux subsistent dans la cathédrale et une au musée du Louvre. Les cinq autres ont disparu.

## Les orgues

### Orgue en tribune
Le grand orgue de la cathédrale a été, à l'origine, construit au début du XVIIIe siècle pour l'Abbaye de Morimond. Il est né de la coopération entre le sculpteur langrois Jean-François Béchamp qui réalisa, à partir de 1714, le buffet - composé de tourelles séparées par des plates-faces dont le décor rocaille laisse apparaître des têtes d'angelots, des anges musiciens ou encore des guirlandes de feuillages -, et du facteur d'orgue Jean Treuillot, qui œuvra de 1714 à 1718.
Il avait été agrandi peu de temps avant la Révolution. Lors de celle-ci, les biens de l'abbaye furent vendus, et l'orgue fut acheté par l'évêque de Langres pour en doter sa cathédrale.
L'orgue a été ensuite à nouveau agrandi et transformé, successivement en 1837, 1875 et 1931 : la soufflerie est remplacée et de nouveaux jeux sont ajoutés.
Endommagé par une explosion en 1943, l'orgue est classé Monument Historique en 1970 (le buffet est lui, classé Monument Historique depuis 1949), restauré en 1972 par Haerpfer-Ermann, inauguré par Gaston Litaize le 14 septembre 1975 .
L'orgue possède aujourd'hui 4 071 tuyaux, pour un total de 53 jeux répartis sur quatre claviers et un pédalier à l'allemande.
Encore aujourd'hui, l'orgue accompagne la liturgie et sert pour les multiples improvisations, les dimanches et autres jours de cultes. Outre le répertoire liturgique, l'orgue se prête bien à tous les styles, de Jean-Sébastien Bach à nos jours.

L'association des amis de l'orgue de la cathédrale organise chaque été de nombreux concerts. 
Composition
| Positif 56 notes 12 jeux |
| Cornet V                 |
| Montre 8'                |
| Prestant 4'              |
| Bourdon 8'               |
| Nazard 2’ 2/3            |
| Doublette 2'             |
| Tierce 1’ 3/5,           |
| Trompette 8'             |
| Clairon 4'               |
| Cromorne 8'              |
| Fourniture IV            |
| Cymbale III              |

| Grand Orgue 56 notes 18 jeux |
| Cornet V                     |
| Montre 16'                   |
| Montre 8'                    |
| Bourdon 16'                  |
| Bourdon 8'                   |
| Flûte 8'                     |
| Flûte 4'                     |
| Prestant 4'                  |
| Grosse tierce 3’ 1/5         |
| Nazard 2’ 2/3                |
| Doublette 2'                 |
| Tierce 1’ 3/5                |
| Bombarde 16'                 |
| Trompette 8'                 |
| Clairon 4'                   |
| Voix humaine 8'              |
| Fourniture IV                |
| Cymbale IV                   |

| Récit expressif 56 notes 13 jeux |
| Principal 8'                     |
| Principal 4'                     |
| Flûte 4'                         |
| Flûte 2'                         |
| Quintaton 16'                    |
| Voix céleste 8'                  |
| Bourdon 8'                       |
| Fourniture V                     |
| Cornet V                         |
| Trompette 8'                     |
| Clairon 4'                       |
| Basson-hautbois 8'               |
| Bombarde 16'                     |

| Echo 32 notes 2 jeux |
| Cornet V             |
| Trompette 8'         |

| Pédale 30 notes 8 jeux |
| Bourdon 32'            |
| Flûte 16'              |
| Flûte 8'               |
| Soubasse 16'           |
| Flûte 4’               |
| Bombarde 16’           |
| Trompette 8’           |
| Clairon 4’             |

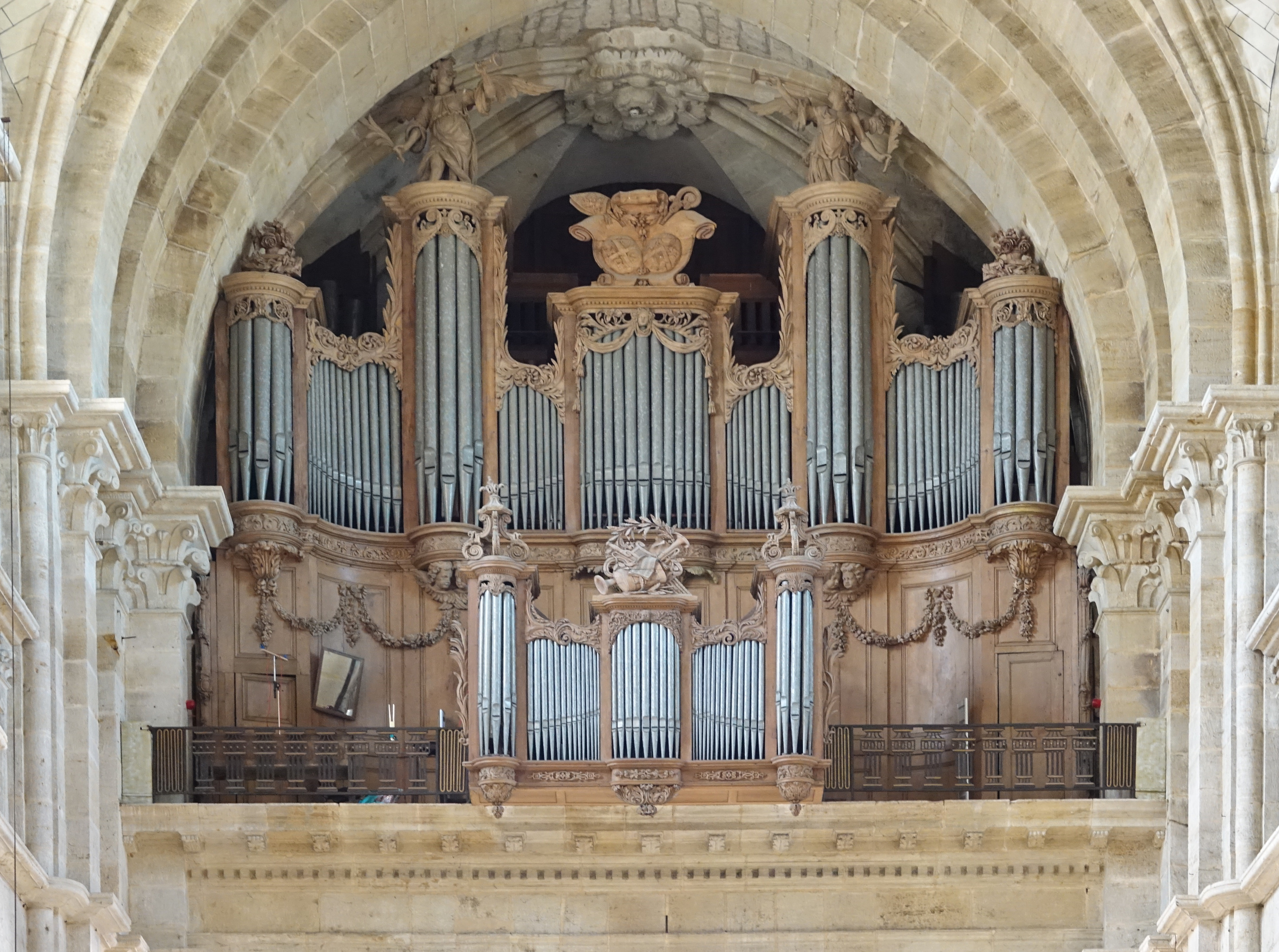
Orgue de l'abbatiale de Morimond, transféré à la cathédrale de Langres.

- Accouplements : Positif/GO, Récit/GO
- Tirasses : Positif/Pédalier, GO/Pédalier, Récit/Pédalier
- Appels : Anches Positif, Anches GO, Anches Récits, Anches Pédalier, Mixtures Positif, Mixtures GO, Mixtures Récit

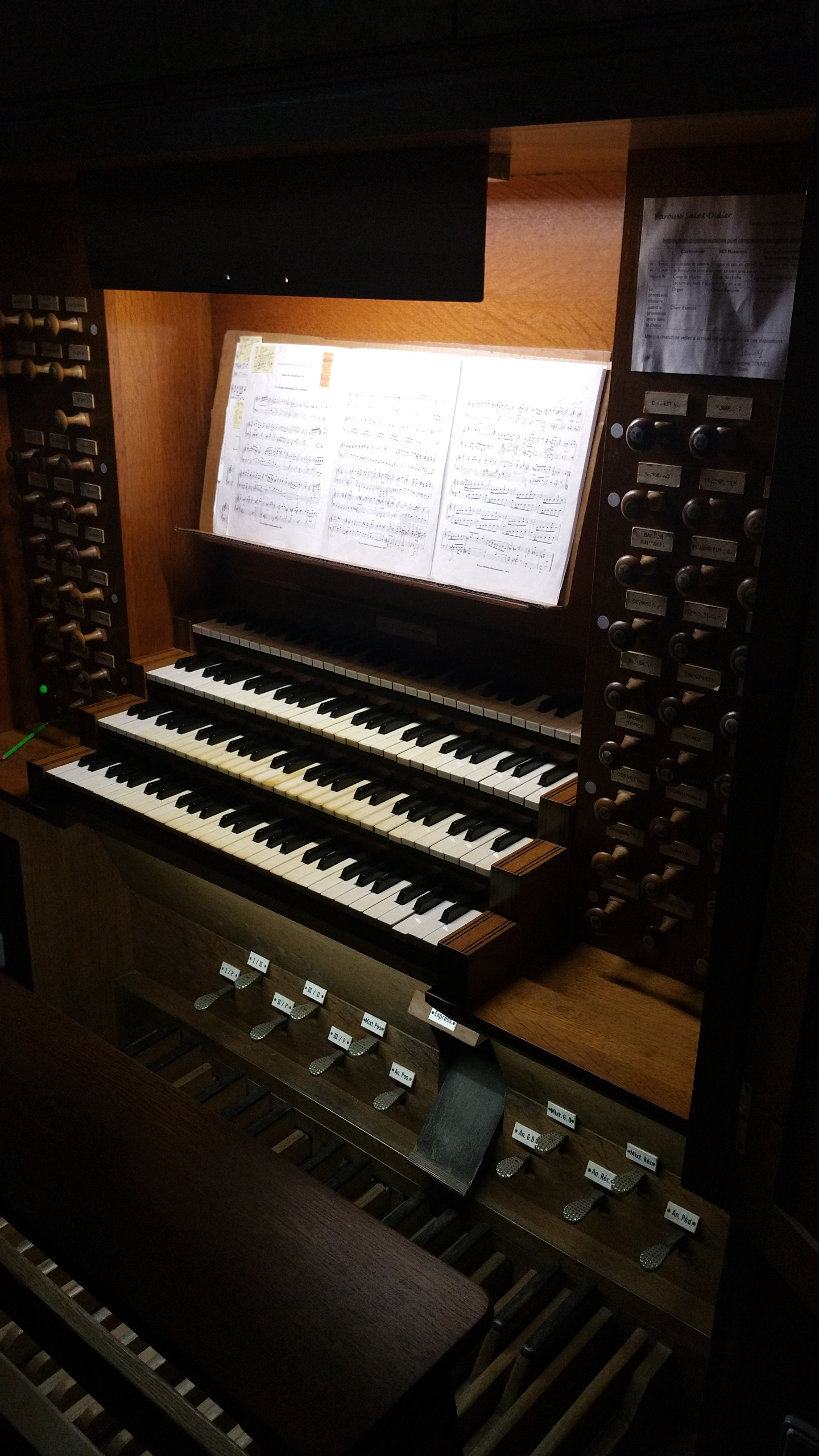
Console du grand orgue de la cathédrale Saint-Mammès.
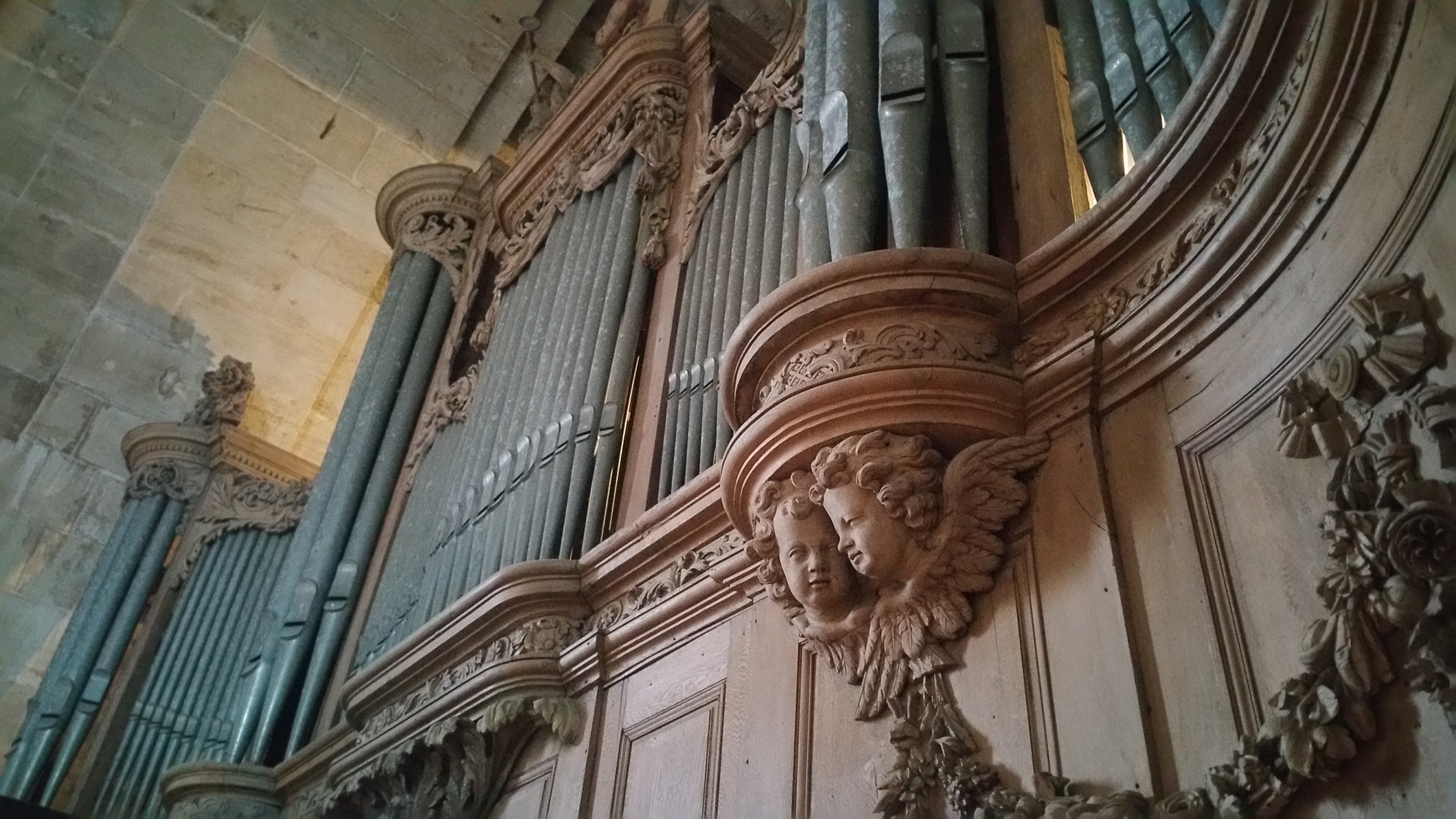
Détail du grand orgue de la cathédrale Saint-Mammès.

### Orgue de chœur

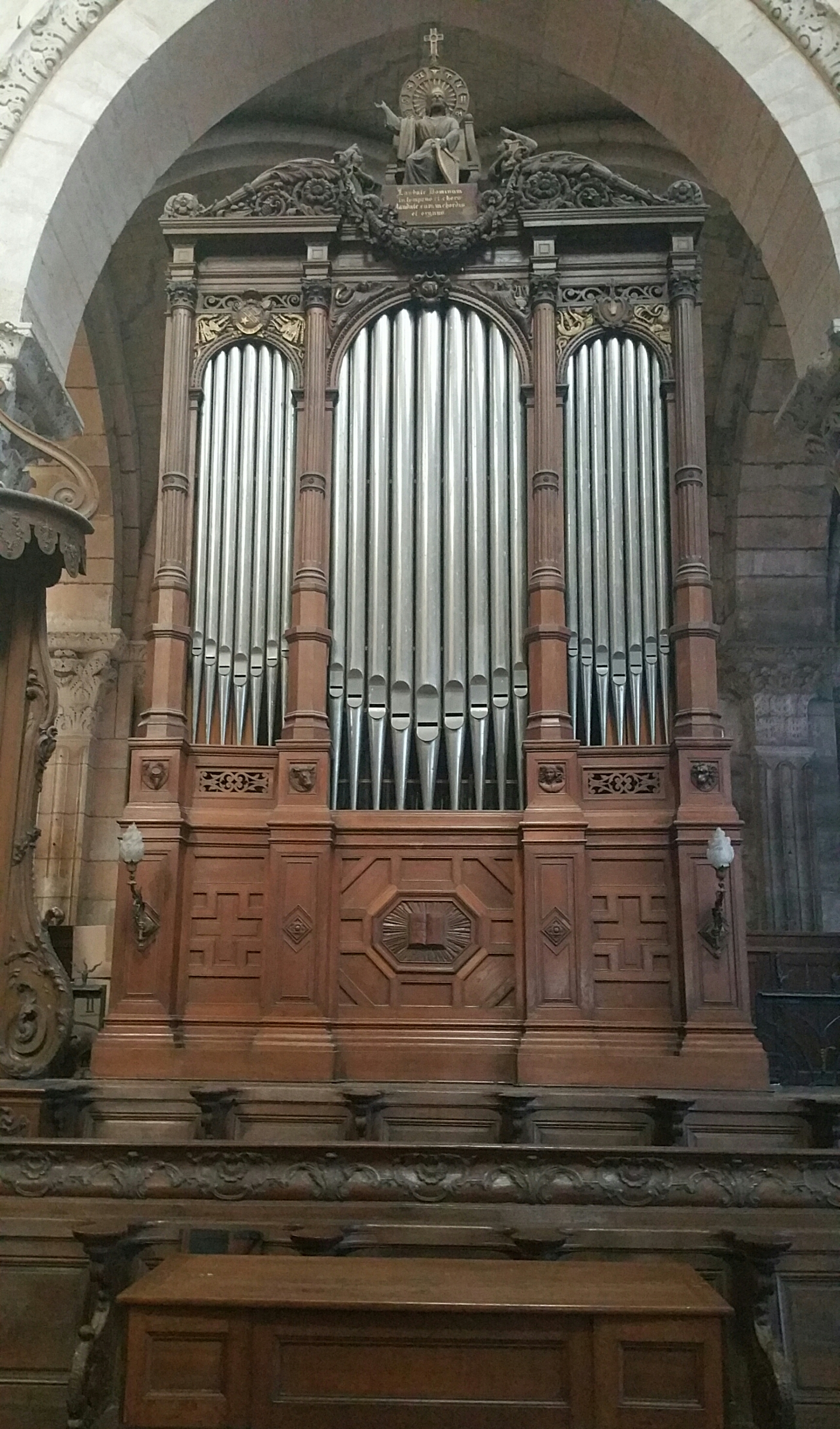
Orgue de chœur la cathédrale Saint-Mammès à Langres.

La cathédrale dispose également d'un orgue beaucoup plus petit dans le chœur. Il est composé d'un clavier, un pédalier, ainsi que quelques jeux (Salicional 8', Flûte 8', Prestant 4', Doublette 2', Bourdon 16', Bourdon 8', Trompette 8' Dessous, Trompette 8' Dessus, Clairon 4').

## Les cloches

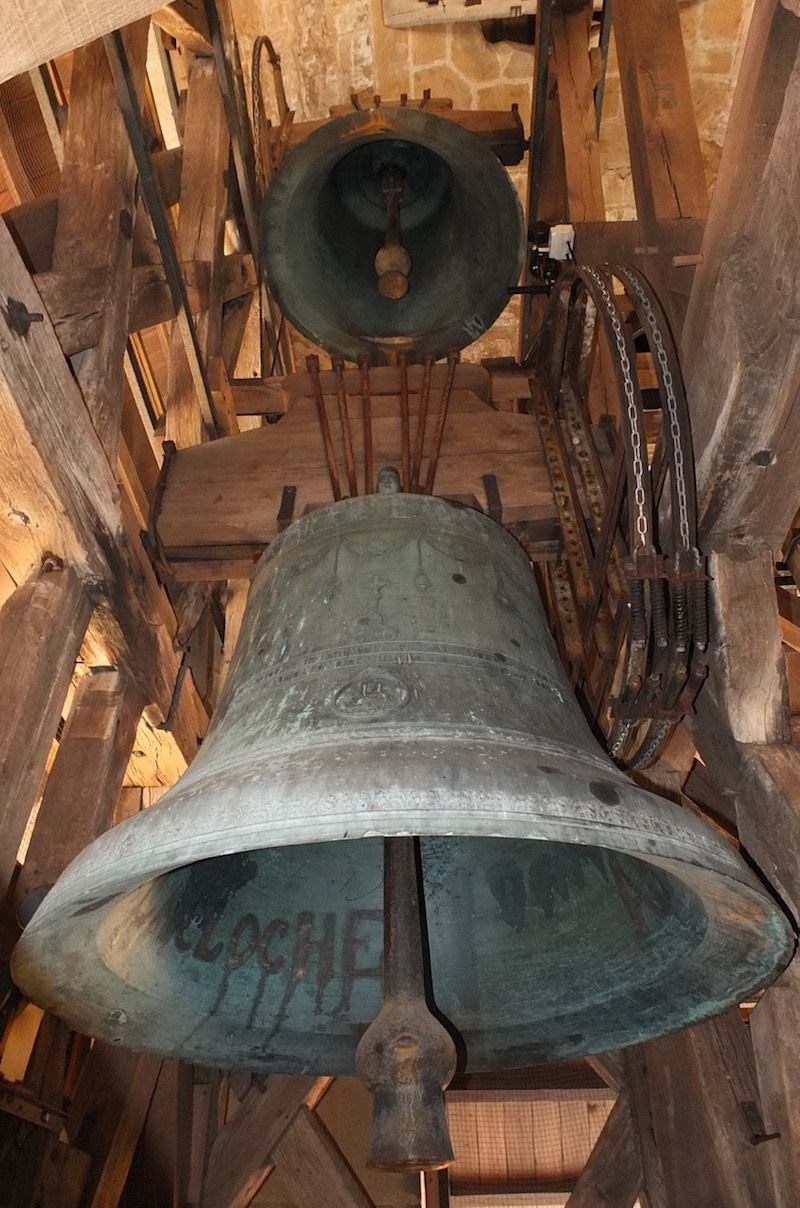
Bourdon de la cathédrale.

La cathédrale possède une sonnerie de cinq cloches de volée.
- Jean (bourdon) : Si b 2 - 2,830 kilos, fondu en 1868 par Petitfour et Richebourg, fondeurs à Arbot
- Sans nom : Do 3 - 1,900 kilos, fondu en 1835 par Goussel et les Barret, fondeurs à Breuvannes
- Martin : Ré 3 - 1,320 kilos, fondu en 1810 par Mutel, Varinot, Joseph et Nicolas Goussel
- Amatre : Mi b 3 - 1,050 kilos, fondu en 1808 par Goussel et les Barret, fondeurs à Breuvannes
- Didier : Fa 3 - 874 kilos, fondu en 1868 par Petitfour, fondeurs à Arbot

Cette cinquième cloche fut fondue une première fois, en 1868, par Petitfour et Richebourg, en même temps que le bourdon. Ne donnant pas satisfaction, elle fut refondue, la même année, par Petitfour seul.

## Le trésor
La salle du trésor contient de nombreux objets d'art de grande valeur. Parmi eux, on trouve :
- un buste-reliquaire contenant le crâne de saint Mammès, que la cathédrale reçut jadis de Constantinople ;
- un reliquaire provenant de l'abbaye de Clairvaux, contenant un morceau présumé de la vraie Croix du Christ ;
- une petite statue en ivoire, datant du XVe siècle et représentant saint Mammès se tenant les entrailles. Rappelons que, selon la légende, les lions refusèrent de dévorer le jeune Mammès, livré aux fauves par les Romains, qui décidèrent alors de l'étriper au moyen d'un trident.

## Du mobilier classé

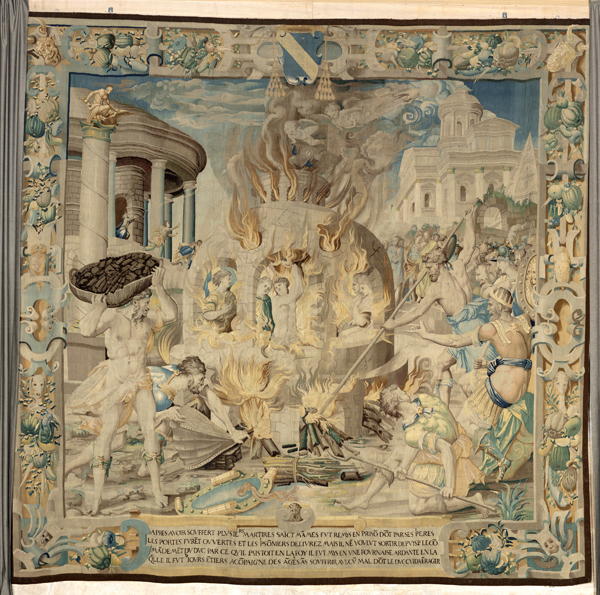
La vie de Mammès
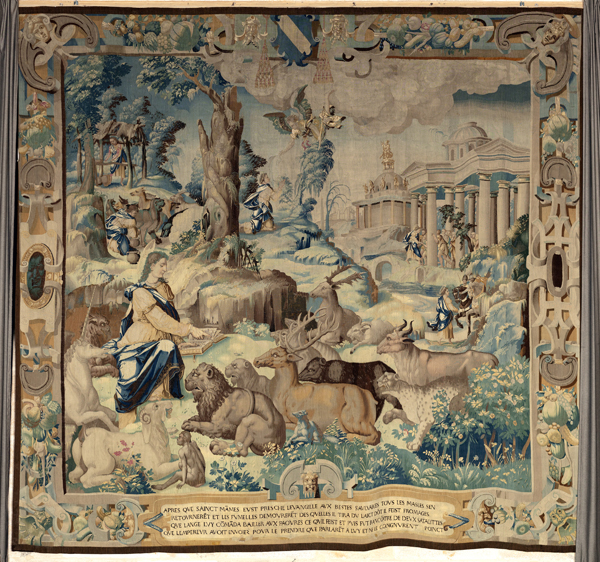
en deux tapisseries.
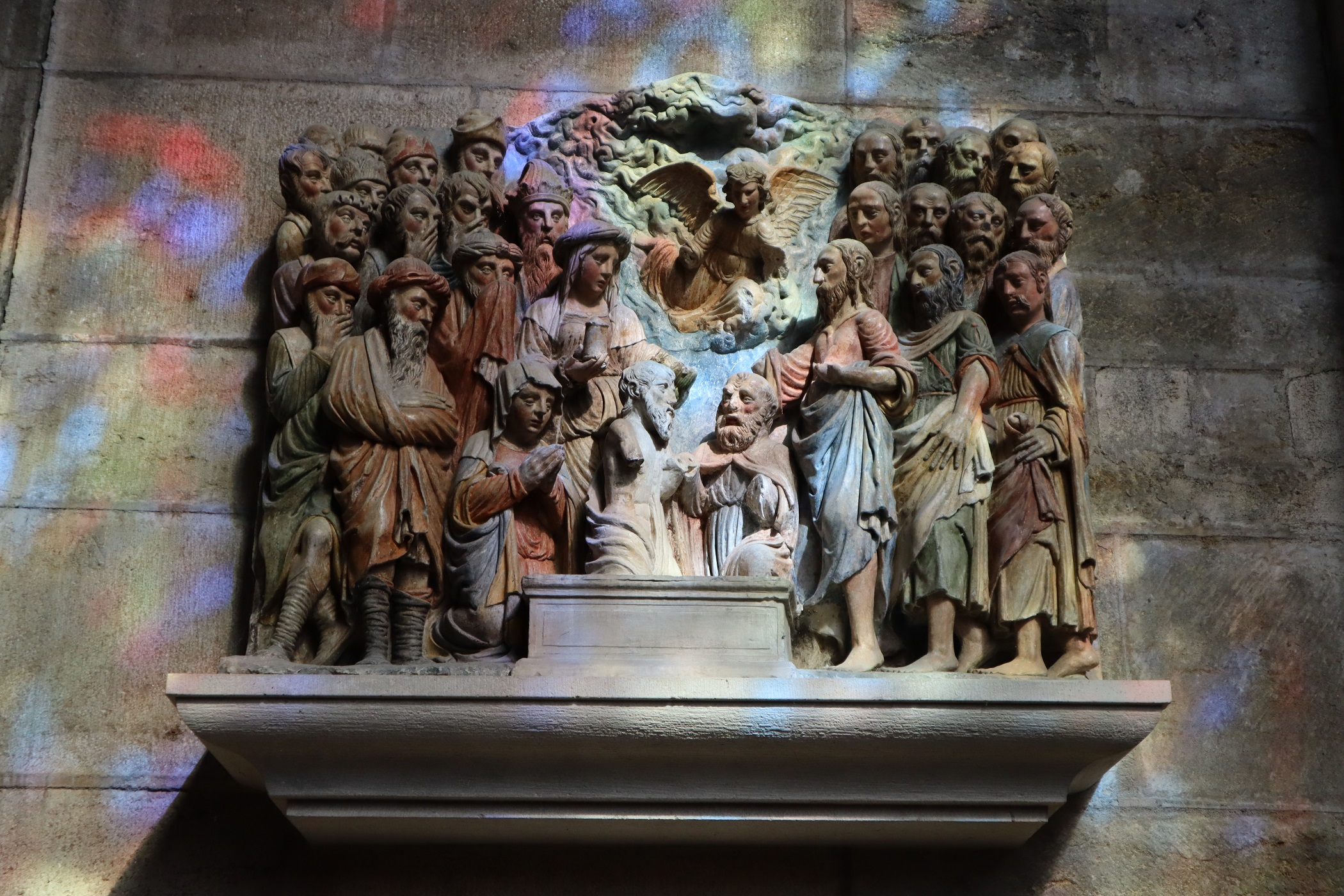
Sculpture de la résurrection de Lazare.
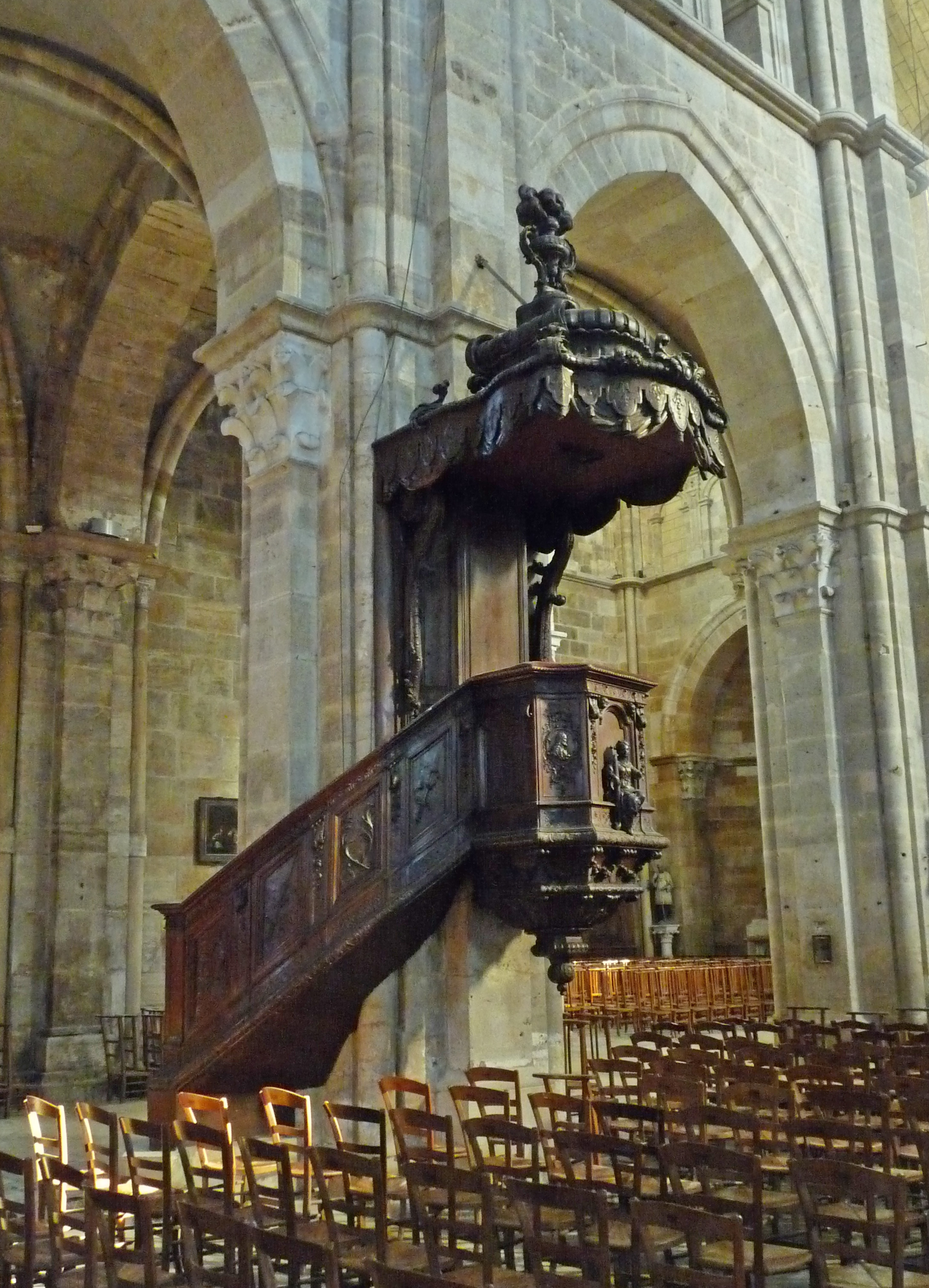
La chaire à prêcher.
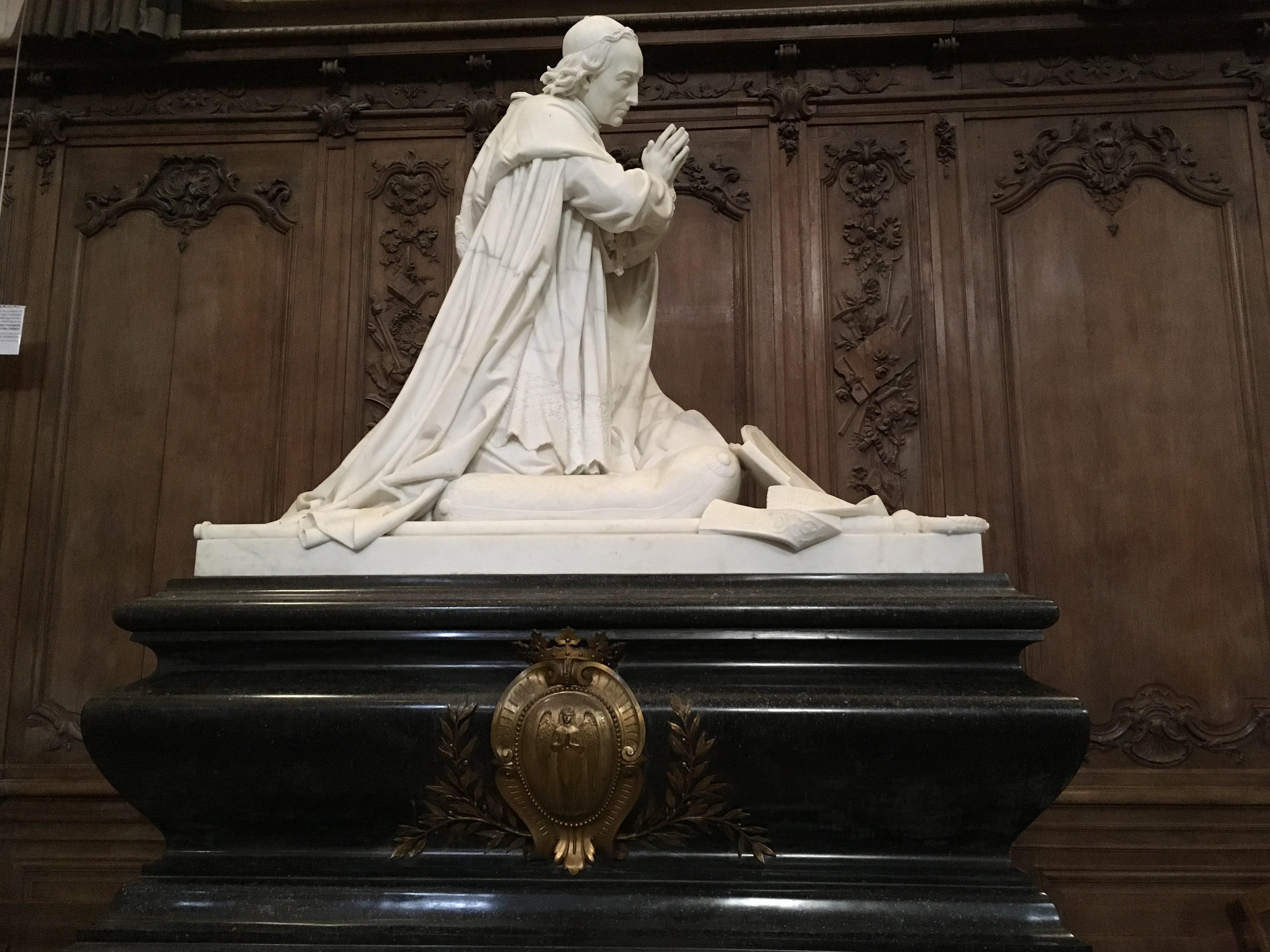
Les boiseries derrière l'orant de Mgr Guerrin.
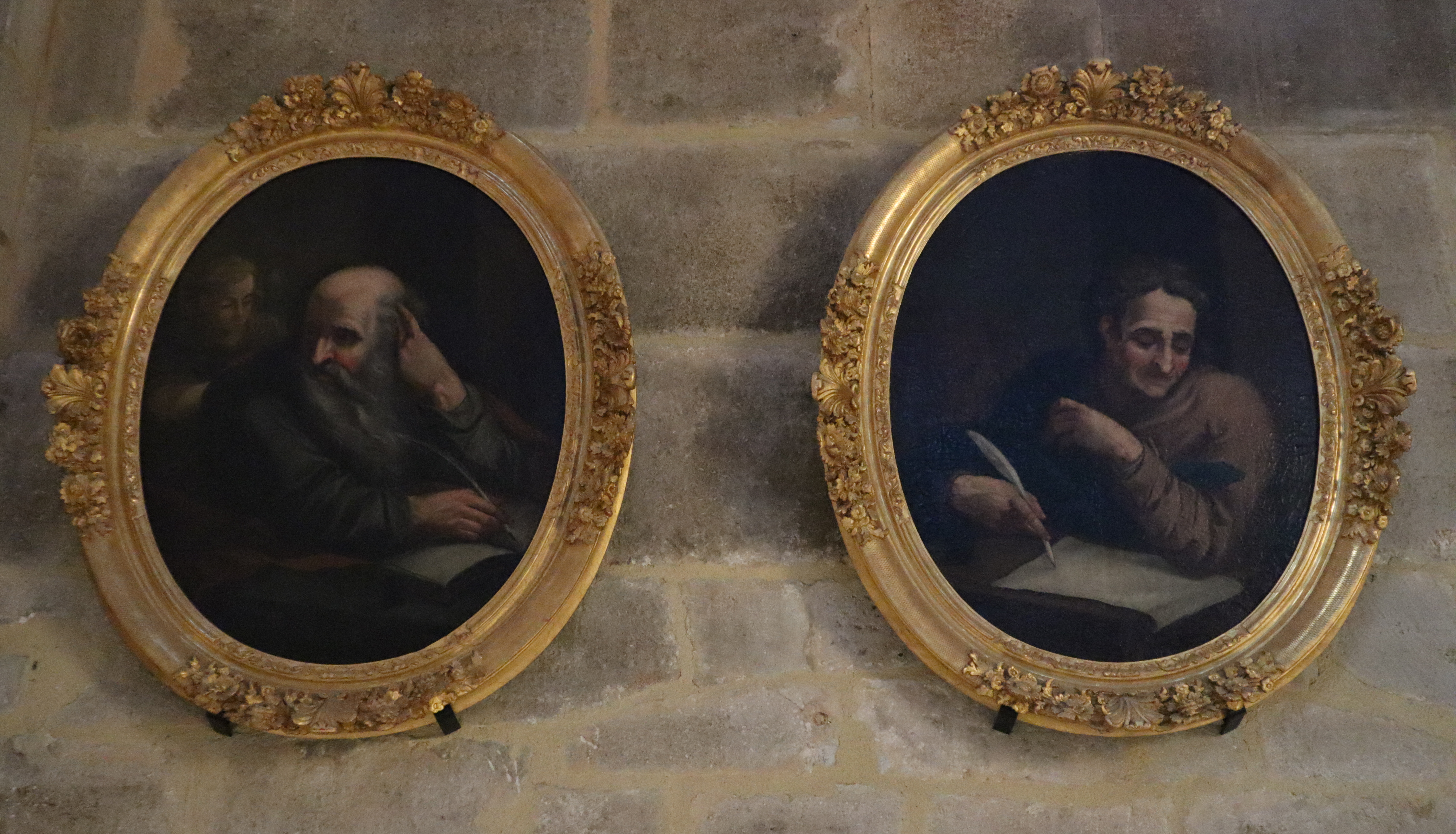
Tableaux des évangélistes.

## Illustrations

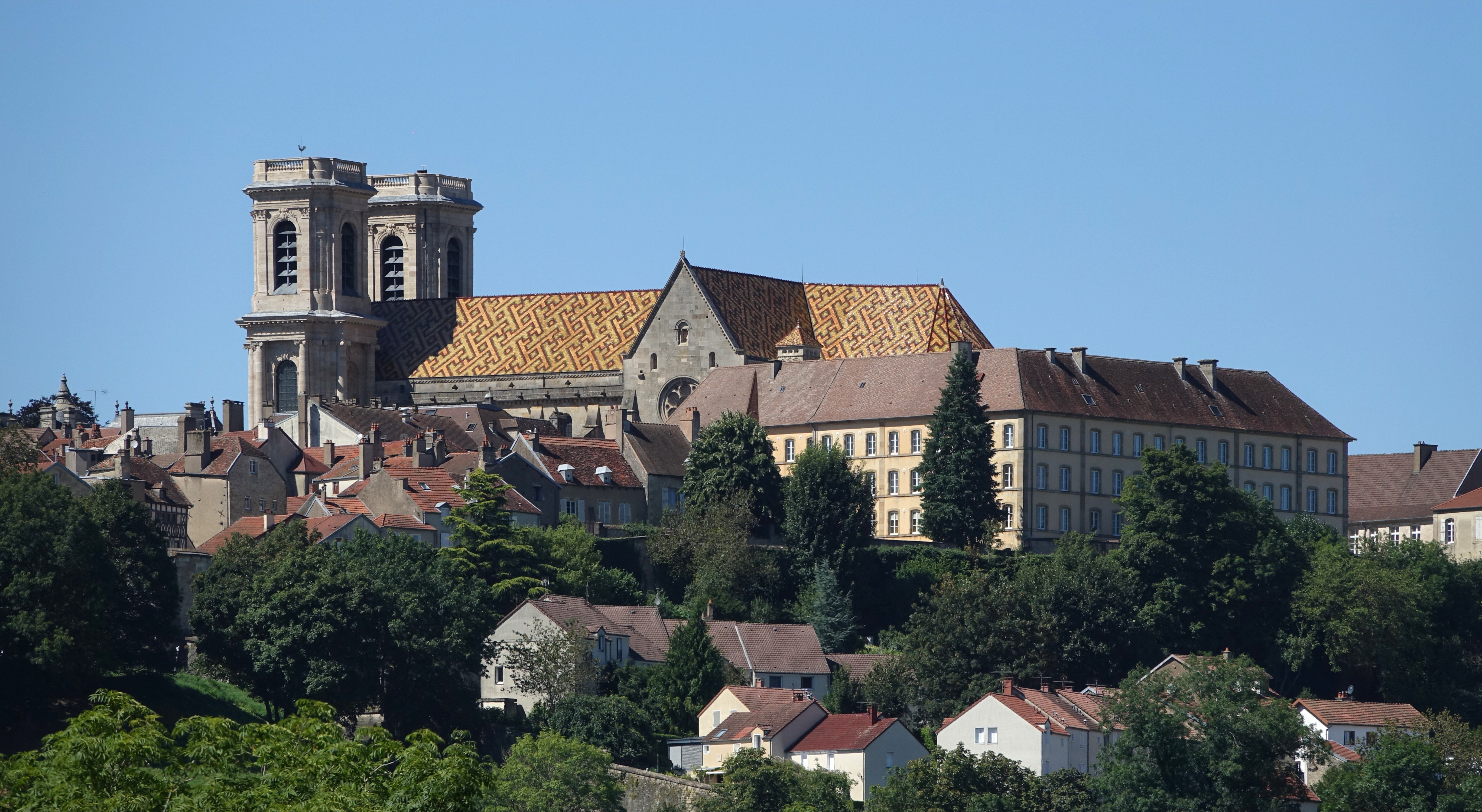
Vue lointaine.
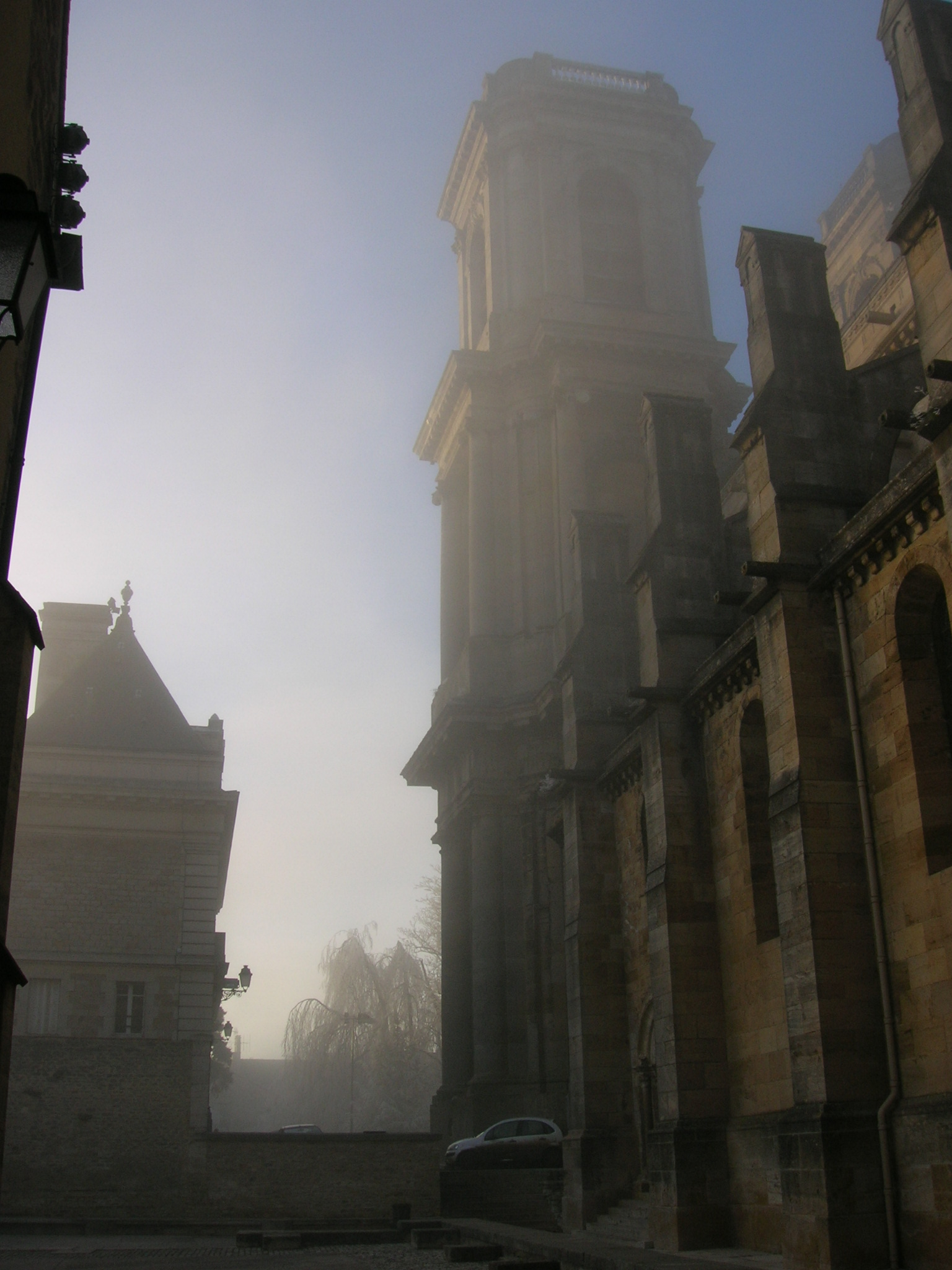
La cathédrale vue du cloître.
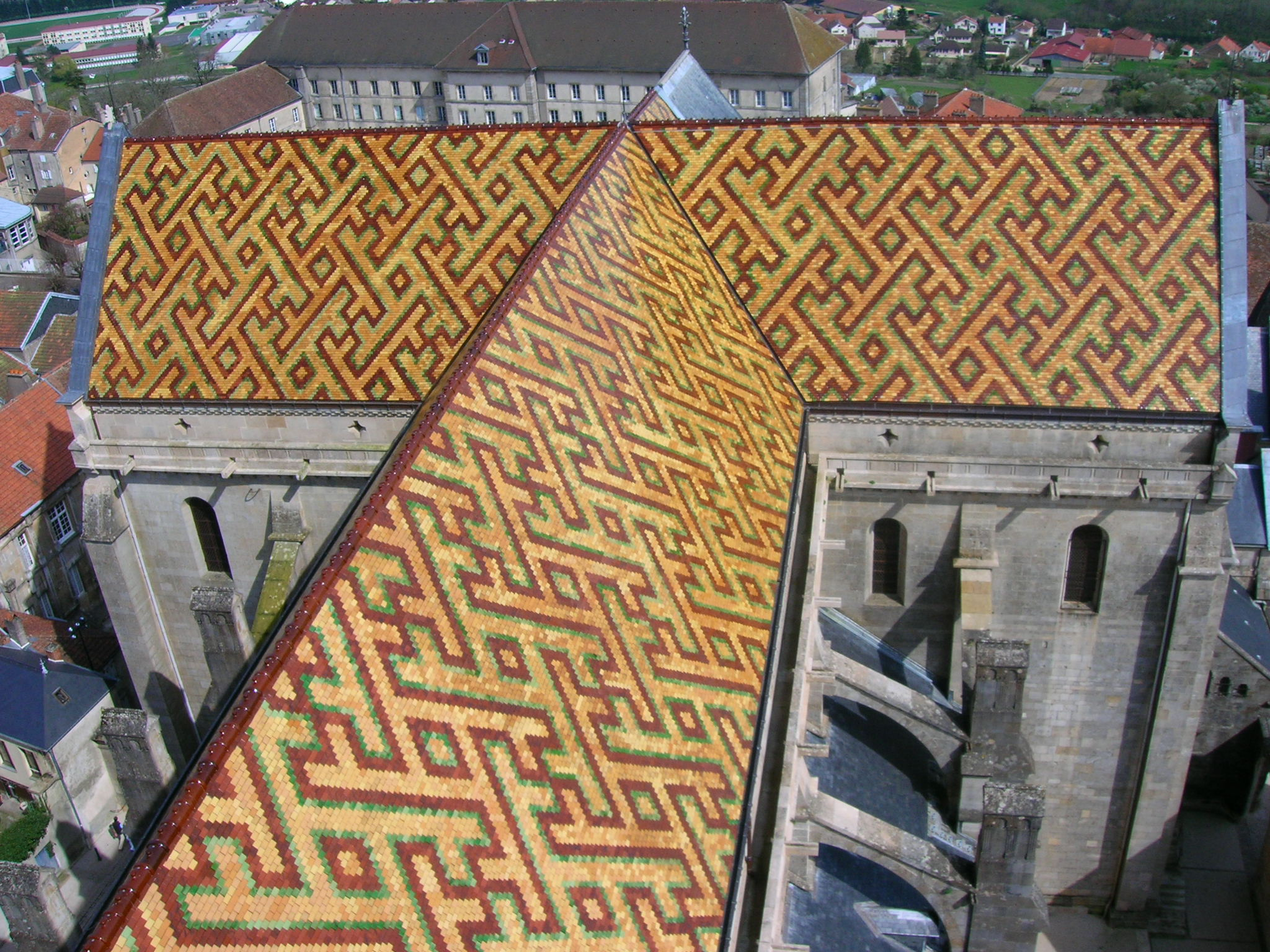
Toiture style bourguignon de la cathédrale.
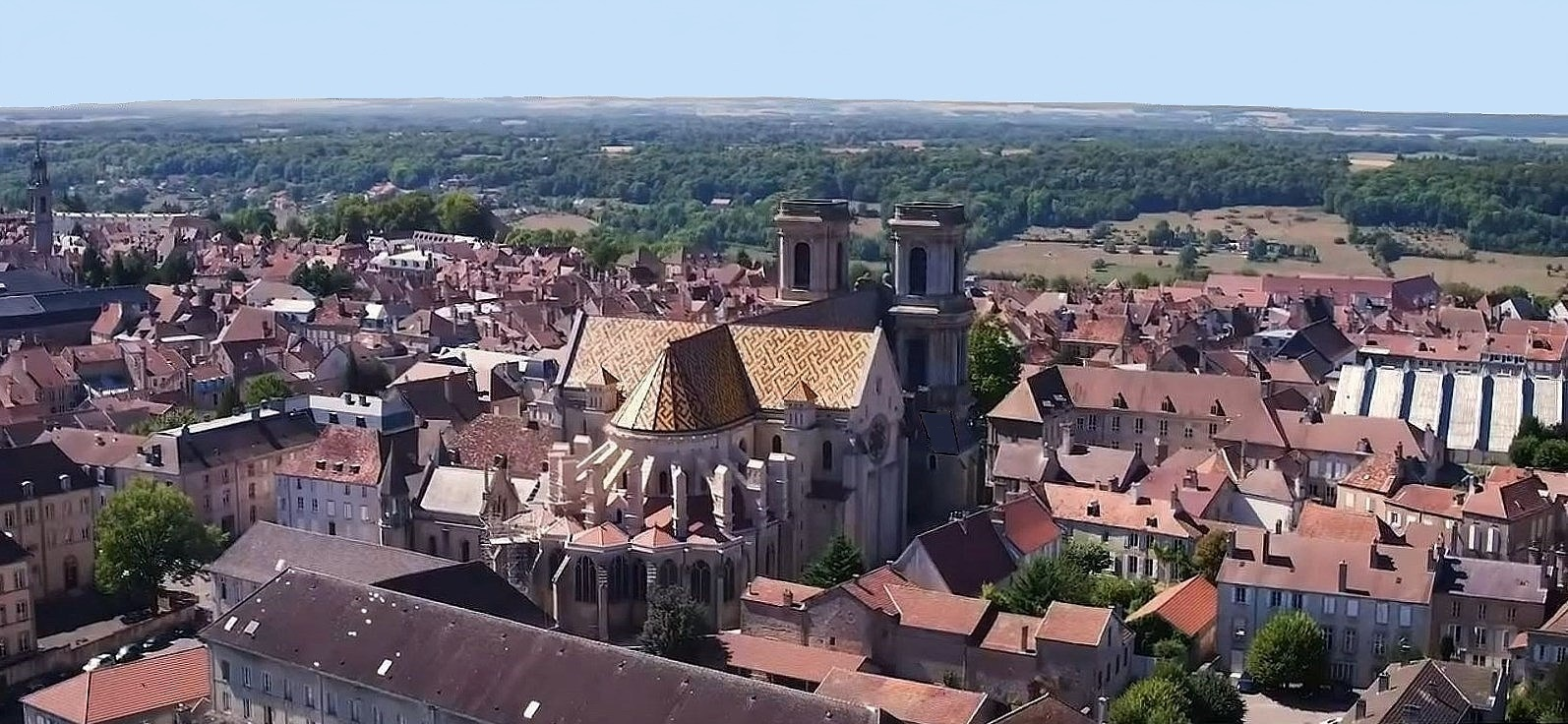
vue de la cathédrale Saint-Mammès
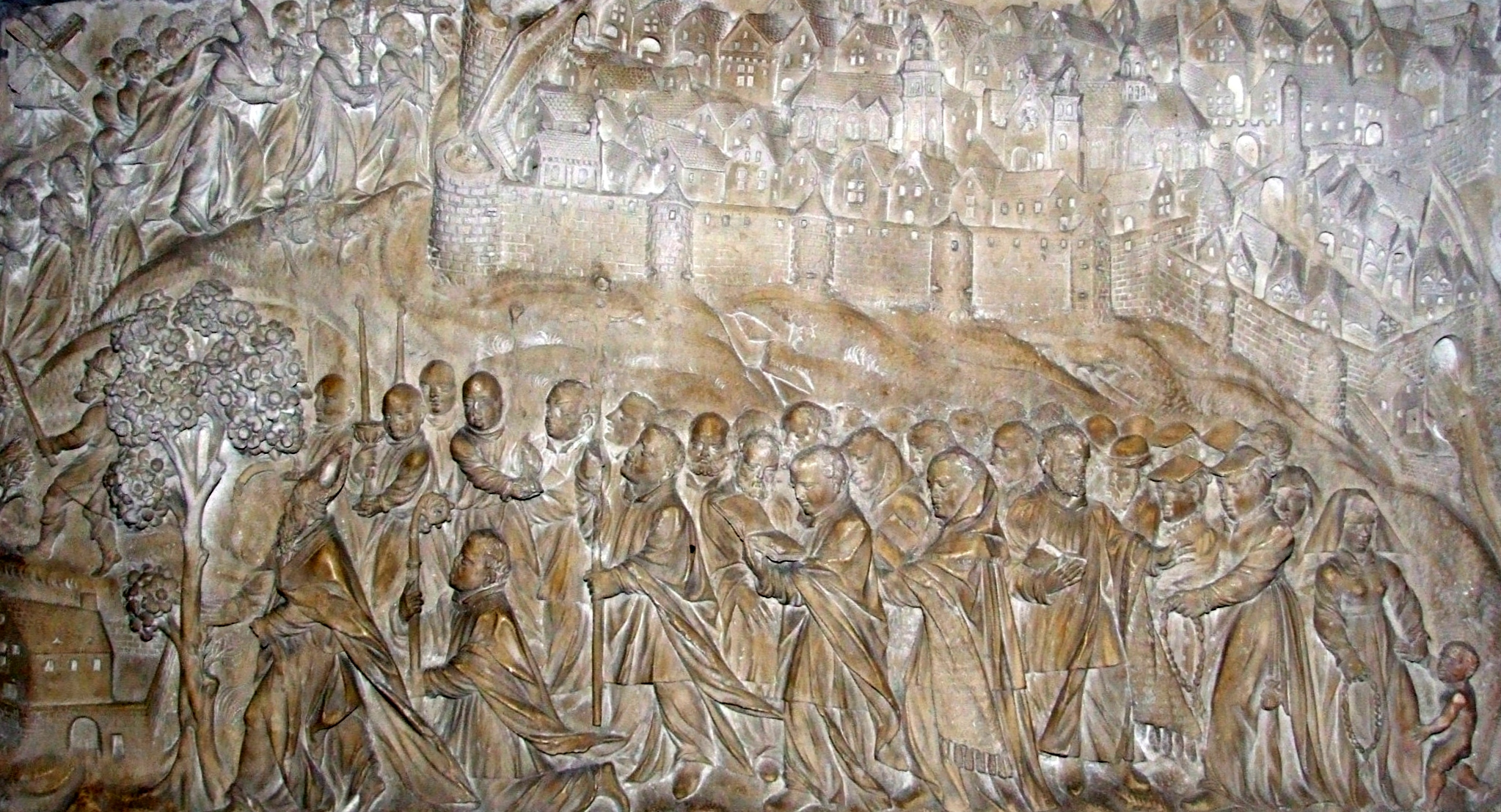
Cathédrale Saint-Mammès - bas relief.
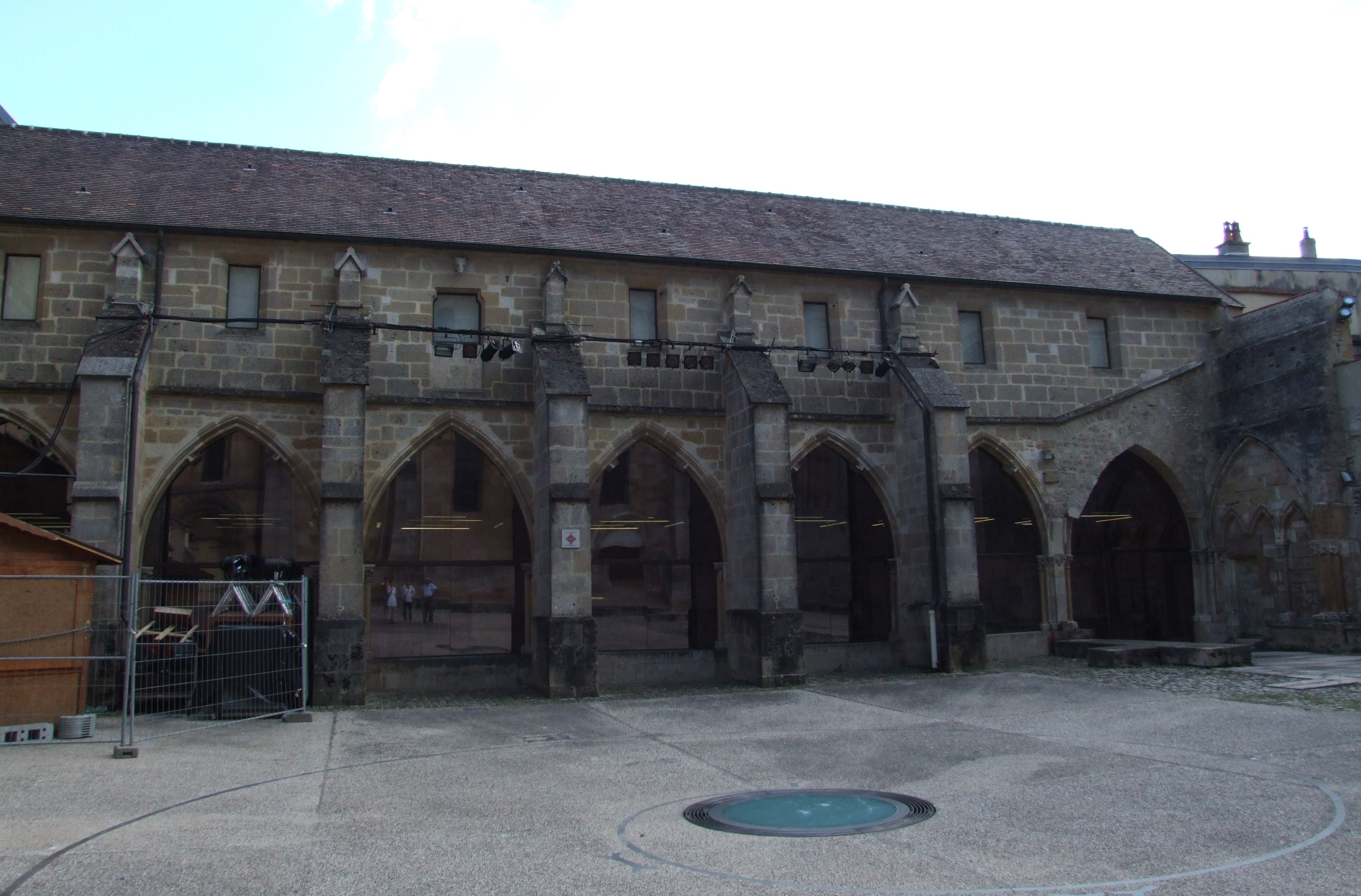
Cathédrale Saint-Mammès - cloitre.
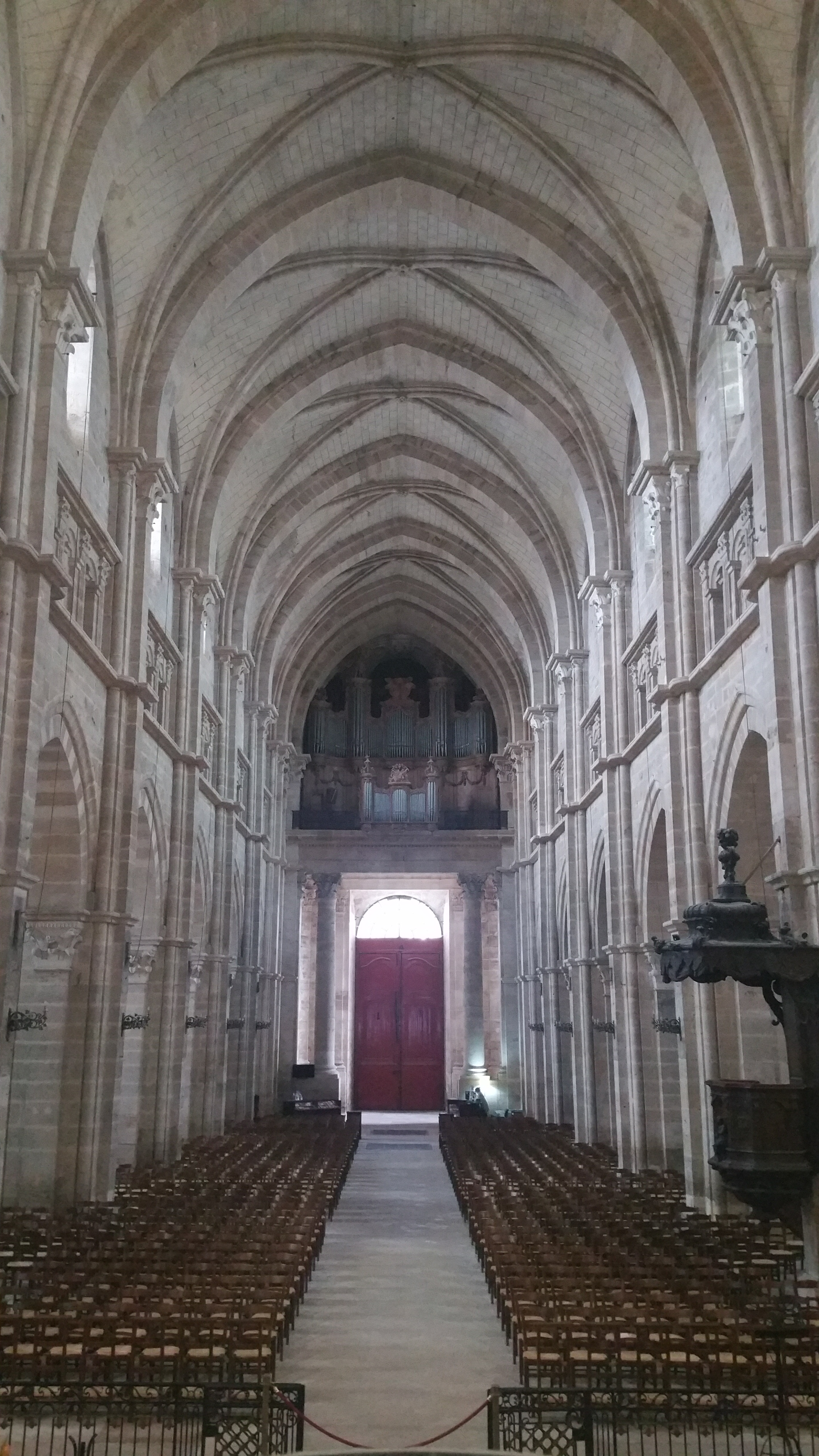
La cathédrale Saint-Mammès vue depuis le chœur.
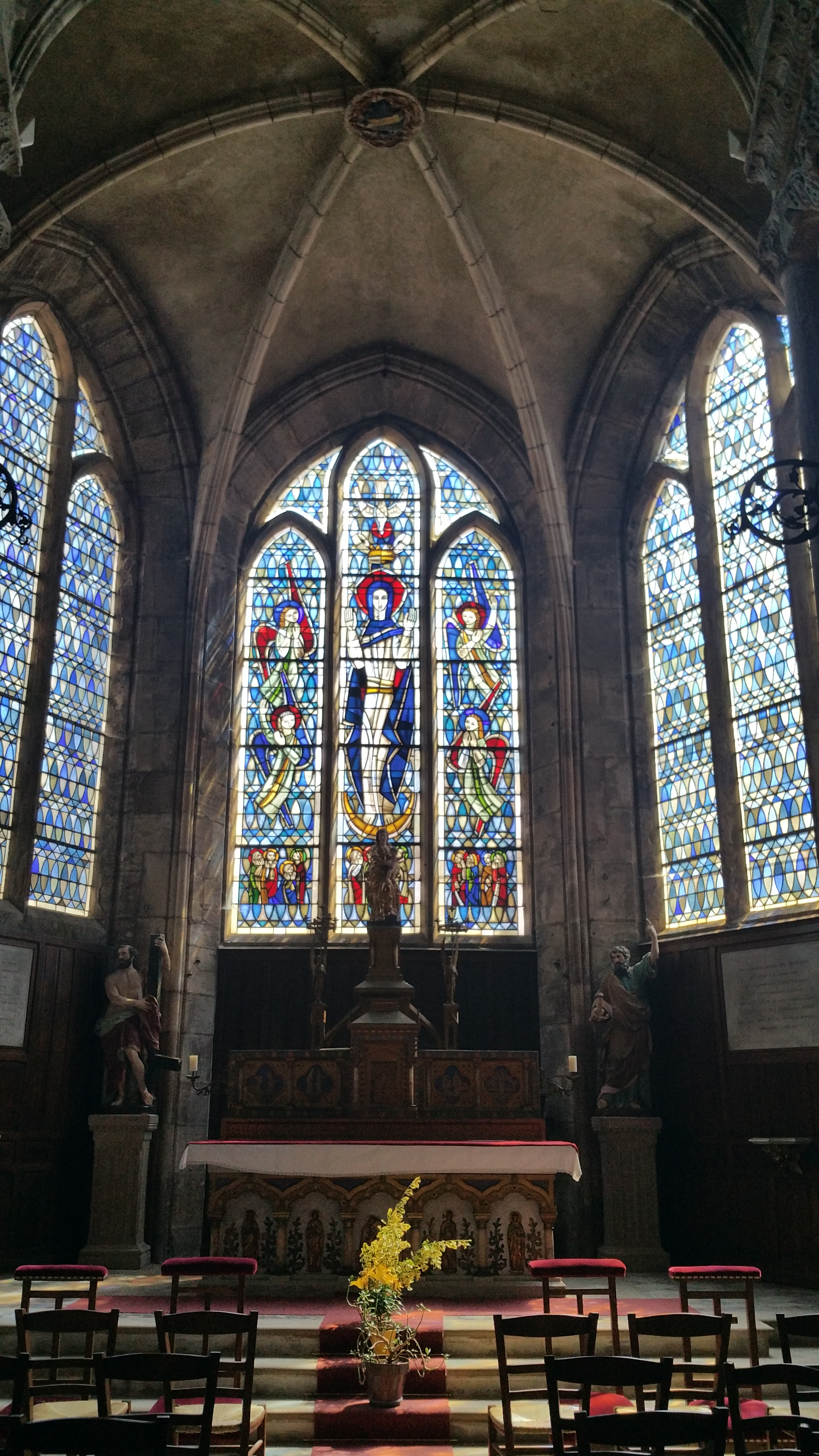
Chapelle rayonnante.
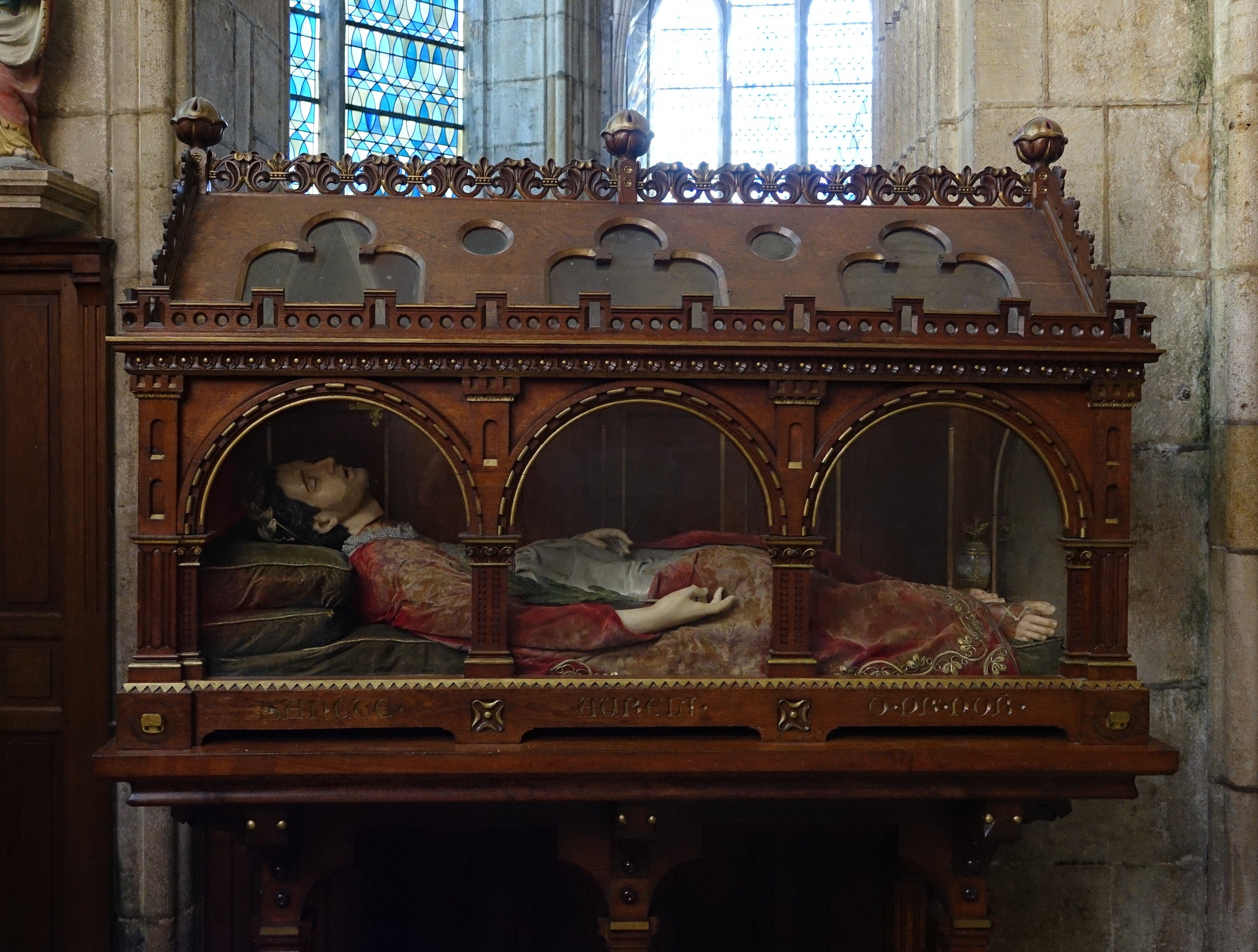
Reliques de Saint Auréle.